# 托爾斯泰撞擊坑
托爾斯泰撞擊坑（英語：Tolstoj）是一個水星上的巨大撞擊坑，位於 16.3° S, 163.5° W。以俄國知名文學家列夫·托爾斯泰命名。水星的 Solitudo Maiae 反照率特徵可能和托爾斯泰撞擊坑有關。

## 簡介
造成托爾斯泰撞擊坑的撞擊事件發生在極早期的水星。該撞擊坑有兩個環繞中心結構的不完整同心環，直徑分別是約 356 公里和 510 公里，而這兩個環的東北部和北部不明顯；另外在東南方有一個結構不完整的環，直徑約 466 公里。低反照率的物質散佈在最內側的環之外。撞擊坑中心的部分則是由高反射率平坦平原物質（High Reflectance smooth Plains, HRP）組成。撞擊坑內部較明亮平原色調明顯比外圍平原偏紅，而外圍低反射率物質（Low Reflectance Material, LRM）則偏藍。托爾斯泰撞擊坑周圍的環狀噴發物是水星上最暗的區域之一。
托爾斯泰撞擊坑的深度基於水手10號拍攝影像製作的數值地形模型資料，可得知大約是 2.0 ± 0.7 公里。這個深度明顯少於類似大小的月球撞擊坑，這代表托爾斯泰撞擊坑在撞擊後的形狀被改變過。托爾斯泰撞擊坑被用來確定水星地質歷史。40到39億年前的水星地質年代叫做托爾斯泰紀，超過40億年的部分被稱為前托爾斯泰紀；托爾斯泰紀之後的紀是39到35億年前的卡洛里紀。
儘管托爾斯泰撞擊坑相當古老，而且是位於撞擊坑間平原的邊緣，它仍然有相當大的範圍，且保存良好，而它的放射線狀噴發物覆蓋了托爾斯泰撞擊坑三分之二的外緣。而在內圈和外圈之間的噴發物是塊狀的，放射線狀噴發物則不明顯。輕微彎曲的放射線狀噴發物在撞擊坑西南側最明顯。這些不尋常的直線型噴發物可能原因是：(1) 撞擊前當地地質結構限制 (2) 依照結構決定被掩埋順序的趨勢讓原本對稱的噴發物被撞擊坑間物質覆蓋 (3) 形成托爾斯泰撞擊坑的撞擊物是來自西北方以斜向撞擊，造成噴發物的兩側對稱，並且極少或無噴發物堆積。分析托爾斯泰撞擊坑東北部噴發物的立體影像後，認為撞擊噴發物的沉積區相對於周圍平原已被抬高。

## 延伸閱讀
- Schaber, Gerald G.; John F. McCauley.  (PDF). 1980  [2011-10-29]. （原始内容 (PDF)存档于2011-09-27）. Prepared for the National Aeronautics and Space Administration by U.S. Department of the Interior, U.S. Geological Survey. Published in hardcopy as USGS Miscellaneous Investigations Series Map I–1199, as part of the Atlas of Mercury, 1:5,000,000 Geologic Series. Hardcopy is available for sale from U.S. Geological Survey, Information Services, Box 25286, Federal Center, Denver, CO 80225)

## 外部連結
- 托爾斯泰區地圖 （页面存档备份，存于）